# Herman Tollius

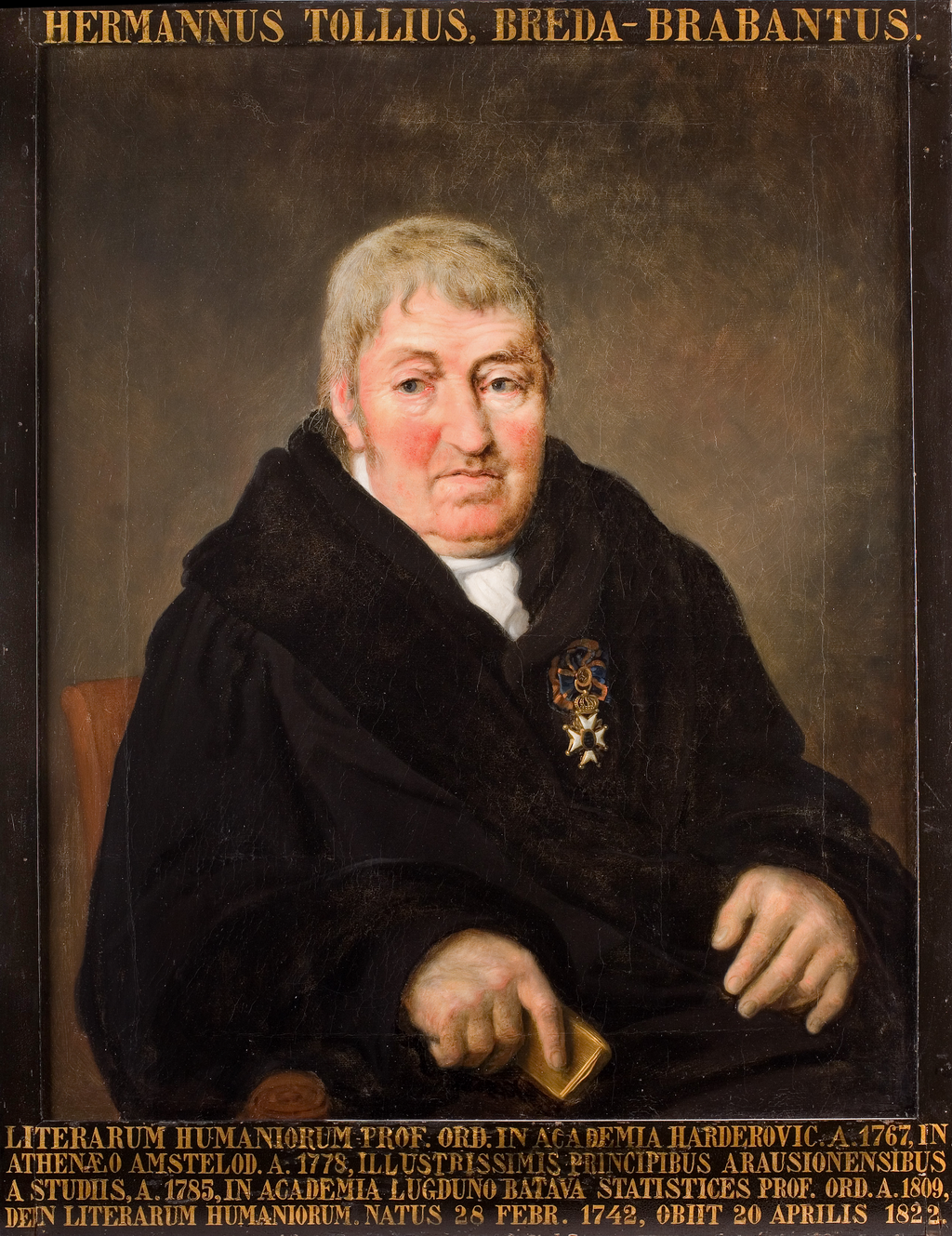
Herman Tollius

Herman Tollius (Breda, 9 februari 1742 - Leiden, 29 april 1822) was een Nederlands jurist, classicus, neerlandicus en hoogleraar.

## Jeugd en opleiding
Tollius werd geboren in Breda, waar zijn vader, Philippus Johannes Tollius, die daar advocaat en griffier van de leenen was, overleed in 1746 toen zijn zoon pas vier jaar oud was. De broer van zijn moeder Bertha Stuerman, Jan Jacob Stuerman, ontfermde zich over hem en zijn moeder en werd medeverantwoordelijk voor de opvoeding. Op tienjarige leeftijd verhuisde Tollius met zijn moeder naar Leiden waar hij ingeschreven werd op de Latijnse school. Vanwege zijn grote intelligentie kon hij zich reeds op dertienjarige leeftijd, op 7 maart 1755, ook inschrijven als student letteren en rechten aan de Universiteit van Leiden waar hij colleges ging volgen. Op 4 september 1758 behaalde hij zijn diploma op de Latijnse school. Colleges aan de universiteit volgde hij onder meer bij de juristen Joannes Conradus Rücker en Gerlacus Schellinga en klassieke talen bij Tiberius Hemsterhuis en David Ruhnkenius. Ook volgde hij wiskundecolleges bij Petrus van Musschenbroek en Johannes Lulofs.

## Promotie en werk
In 1763 promoveerde Tollius en hij vestigde zich op 3 juni 1763 als advocaat in Den Haag. Drie jaar later kwam de post van hoogleraar "Geschiedenis, Welsprekendheid en Grieksche Taal" aan de toenmalige Universiteit van Harderwijk vrij doordat de hoogleraar daar, Meinard Tyneman, naar de Universiteit van Utrecht verhuisde. Tollius werd benoemd op 16 augustus 1766 en zou daar elf jaar college geven. In 1777 maakte hij, een jaar na het overlijden van zijn eerste vrouw, een studiereis naar Parijs en werd tijdens die reis gevraagd om de opvolger te worden van de hoogleraar Petrus Burmannus Secundus aan het Athenaeum Illustre, de voorganger van de Universiteit van Amsterdam. Op 27 september 1777 werd hij daar benoemd en verhuisde naar de hoofdstad, waar hij op 5 oktober 1784 ontslag nam. Als letterkundige schreef hij diverse Latijnse en Nederlandse werken maar publiceerde ook gedichten.

## Leermeester en beheerder
Op 28 februari 1785 werd hij door stadhouder Willem V aangesteld als leermeester van diens drie kinderen. Tussen 1788 en 1790 was hij mentor en studiebegeleider van de zoon van Willem V, Willem Frederik, en begeleidde hij hem tijdens een reis door Duitsland en tijdens diens studie aan de Universiteit van Leiden. In 1794 werd Tollius op voorstel van de stadhouder door de Raad van State benoemd tot Generaal Commissaris Civiel bij het Engelse leger, dat zich toentertijd ter voorkoming van een inval door de Fransen in Nederland bevond. Na de vlucht van de stadhoudersfamilie in 1795 vluchtte Tollius met zijn gezin onder bescherming van het terugtrekkende Engelse leger naar Osnabrück en later naar Brunswijk. In Duitsland was hij van 1798 tot 1809 belast door Willem V met het beheer van de door hem namens de stadhouder aangekochte Poolse gebieden van de Vorst Jablonovsky. Zijn functie als beheerder was die van geheimraad. In het buitenland onderhield hij een correspondentie met Willem Bilderdijk over literatuur en de moeilijke leefomstandigheden waarin de Nederlanders, onder wie Bilderdijk, moesten leven.

## Terugkeer, personalia en overlijden
In 1809 keerde Tollius op verzoek van koning Lodewijk Napoleon terug naar Nederland waar hij op 13 mei 1809 op voordracht van Jeronimo de Bosch benoemd werd tot hoogleraar aan de Universiteit van Leiden als "Hoogleeraar in de statistiek en diplomatiek". In 1812 verruilde hij zijn leeropdracht voor een hoogleraarschap Grieks en vanaf 1814 ook Latijn. In beide talen zou hij tot zijn emeritaat, dat hem op 16 oktober 1815 verleend werd, doceren. Tollius overleed in zijn woonplaats Leiden in 1822. Hij was drie maal getrouwd en kreeg uit zijn tweede huwelijk met Johanna Schoorn twee dochters, waarvan de oudste, Bartha Hermina Tollius Bennet, later een verslag zou schrijven onder de titel Onze Uitlandigheid waarin zij de verbanning van haar familie naar Duitsland beschreef. Na de dood van Johanna trad hij voor de derde keer in het huwelijk, en wel met Elisabeth Detmers. Tollius was Ridder in de Orde van de Nederlandse Leeuw. Hij was tevens oprichter van de Leidse Maatschappij van Nederlandse Letterkunde in 1766.

## Over Tollius
- F. Jos. van den Branden en J.G. Frederiks, biografie Tollius in Biographisch woordenboek der Noord- en Zuidnederlandsche letterkunde (1888-1891)
- A.J. van der Aa, biografie Tollius in  Nieuw biographisch, anthologisch en critisch woordenboek van Nederlandsche dichters. Deel 3 (1846)
- Roland de Bonth, Wanneer toch komt de Nederduitsche Spraakkunst van den Heer Tollius tevoorschijn?' Een onuitgegeven spraakkunst uit de achttiende eeuw (II)
- J.W. te Water Aanspraak bij de opening der Jaarlijkse Vergadering van de Maatschappij der Nederlandsche Letterkunde te Leiden 1822, blz 18-22 - in momoriamtekst over Tollius
- G. Nieuwenhuis - Algemeen Woordenboek van Kunsten en Wetenschappen, VHD, blz 138-143, 1823
- C. Ekama - Rectorale Oratio gepubliceerd in de Annales Academicace van 1822-1823 - opgave van alle geschriften van Tollius te vinden aan het eind van de oratio.
- Matthijs Siegenbeek - Geschiedenis der Leidsche Hoogeschool, 1839

- Bibliothèque nationale de France: cb15615058m (data)
- Biografisch Portaal: 81003333
- Digitale Bibliotheek voor de Nederlandse Letteren: toll006
- Gemeinsame Normdatei: 117394211
- International Standard Name Identifier: 0000 0000 4582 1217
- Library of Congress Control Number: n2002067538
- Nederlandse Thesaurus van Auteursnamen: 069898154
- Parlement.com: vg09llx0y800
- Système universitaire de documentation: 127773681
- Virtual International Authority File: 22463611
- WorldCat: E39PBJmtwvjFGvmgH3FvmcFVG3